# Choroedocus robustus
Choroedocus robustus är en insektsart som först beskrevs av Jean Guillaume Audinet Serville 1838.  Choroedocus robustus ingår i släktet Choroedocus och familjen gräshoppor. Inga underarter finns listade i Catalogue of Life.